# Judith met het hoofd van Holofernes

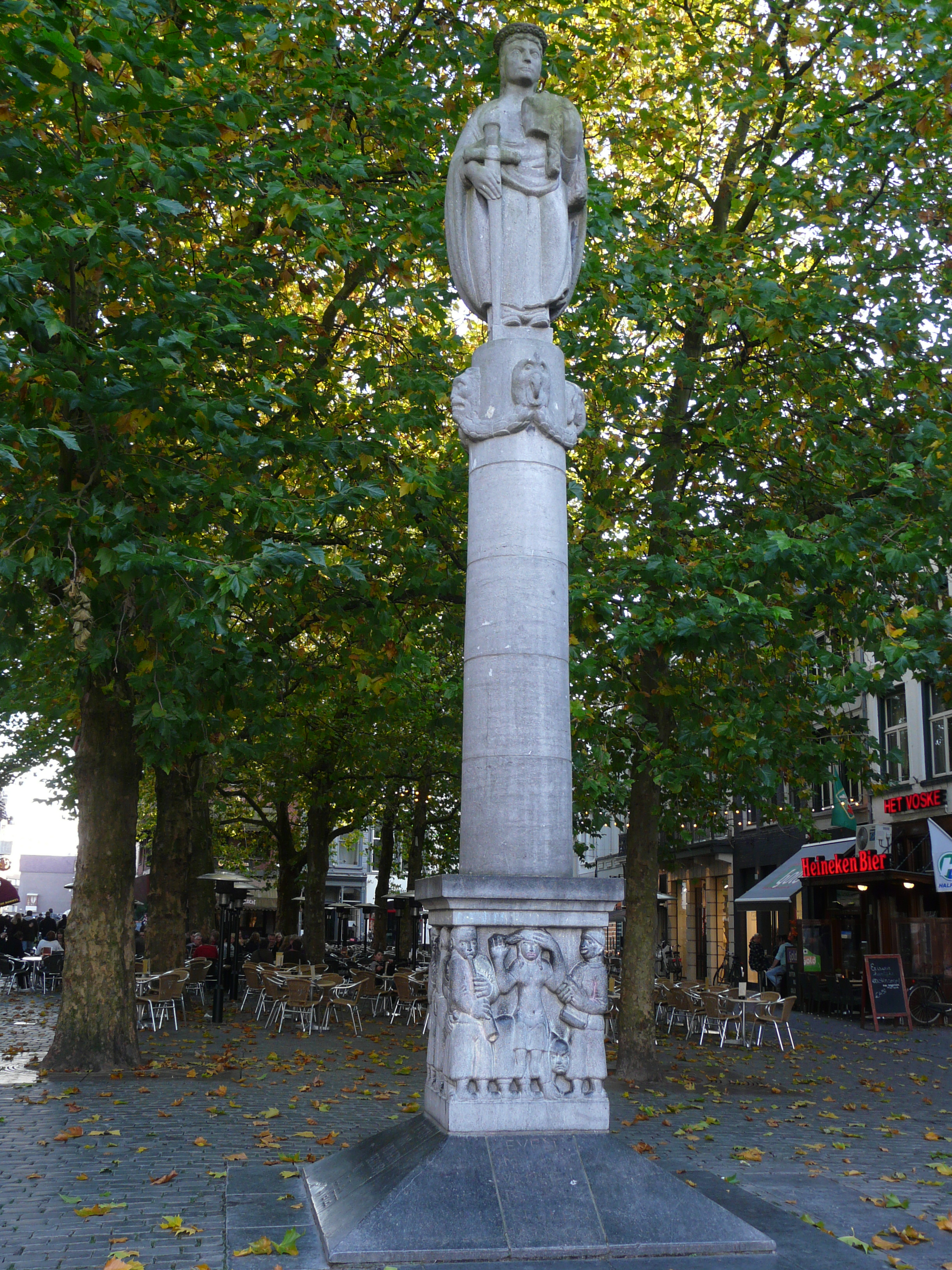

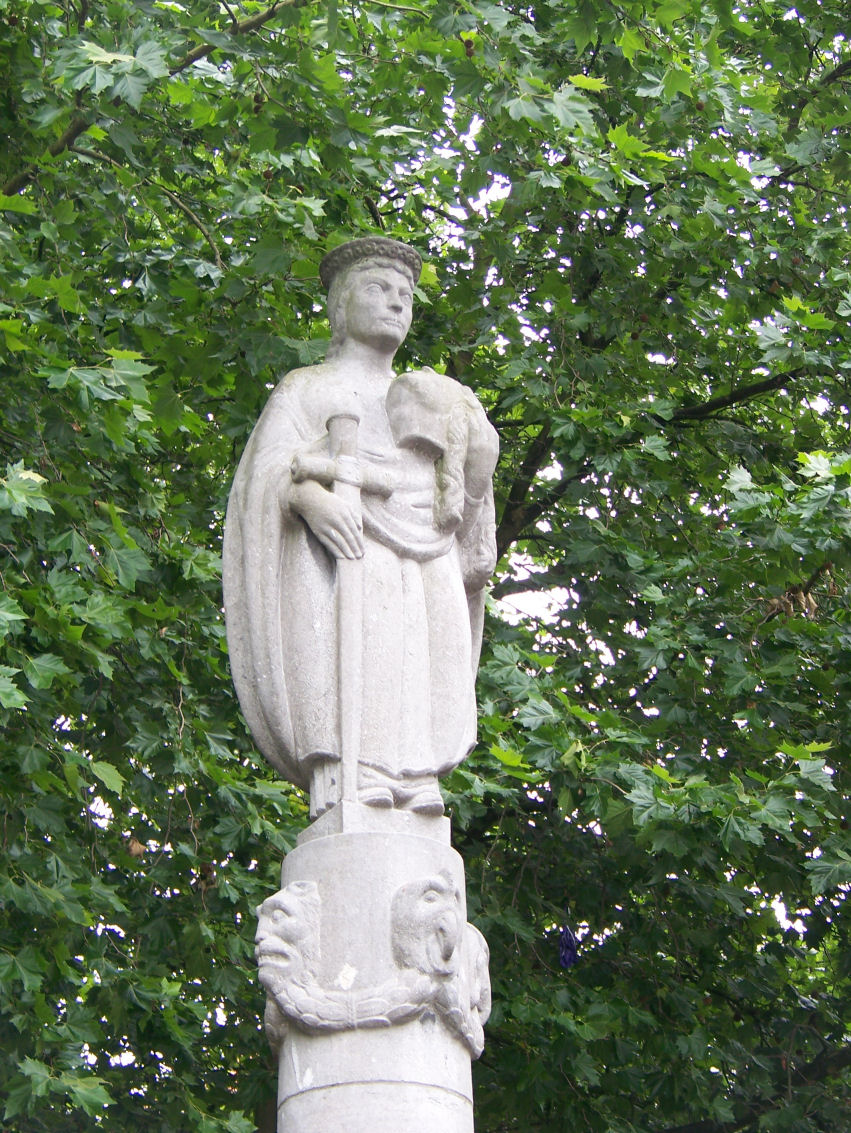

Judith met het hoofd van Holofernes is een beeldhouwwerk op de Grote Markt in Breda Centrum in Breda.
Het is in 1947 gemaakt door beeldhouwer Niel Steenbergen als bevrijdingsmonument. De Joodse vrouw Judith staat voor het goede dat het kwade overwint. In haar rechterhand heeft zij het afgehakte hoofd van Holofernes, legeraanvoerder van de Babylonische koning Nebukadnezar.
Aan de bovenkant van de zuil waarop zij staat zijn vier dierkoppen afgebeeld die de menselijke hoofddeugden voorstellen. Onderaan staat de tekst: iemand wordt aangehouden door twee agressors (leven van vrijheid beroofd is leven in verzet), gewapende mannen verbeelden de bezetter (Hun wil was wet: hun wet was dood), vrouwen die verlaten zijn door hun mannen, die ten strijde trokken (Vertroosting welde uit bronnen van vertrouwen) en spelende kinderen (leven in vrijheid is spelen voor God).